# Billy Goat Falls
Die Billy Goat Falls (auch bekannt als Atuatumoe Falls) sind ein Wasserfall im Kauaeranga Valley der Coromandel Range in der Region Waikato auf der Nordinsel Neuseelands. In der Coromandel Range liegt er im Lauf des Atuatumoe Stream, der unweit hinter dem Wasserfall in den Kauaeranga River mündet. Mit einer Fallhöhe von 180 Metern ist er offiziell der höchste Wasserfall auf Neuseelands Nordinsel.
Der Wasserfall lässt sich vom Ende der Kauaeranga Valley Road aus im Rahmen einer vier- bis fünfstündigen Rundwanderung, dem Billygoat Circuit, besichtigen.